# Клавдия (митология)
Вижте пояснителната страница за други личности с името Клавдия.
Клавдия (на латински: Claudia) e легендарна римска весталка, която в определени периоди е смятана за Тарпея, Туция или Рея Силвия в храма на Веста.
1. ↑  Claudia (384) //   Посетен на 10 юни 2021 г.
2. ↑  1452 //   Посетен на 10 юни 2021 г.
3. 1 2 3  Claudia (384) //   Посетен на 10 юни 2021 г.
4. ↑  4288 //   Посетен на 10 юни 2021 г.
5. ↑  1753 //   Посетен на 10 юни 2021 г.
6. ↑  1807 //   Посетен на 10 юни 2021 г.